# El Gaada
El Gaada (în arabă القعدة) este o comună din provincia Mascara, Algeria.
Populația comunei este de 4.336 de locuitori (2008).